# Шарлотта Пенс Бонд
Шарлотта Пенс Бонд (урожденная Шарлотта Роуз Пенс; род. 25 июня 1993, Колумбус, Индиана) — американская писательница. Она второй ребенок и старшая дочь 48-го вице-президента США Майка Пенса и второй леди США Карен Пенс. Она писала для журналов The DePaulia, Thought Catalog, Glamour и The Isis Magazine. В 2014 году она получила региональную премию «Эмми» за фильм, соавтором и помощником продюсера которого она выступила. Она написала детскую книгу «День из жизни вице-президента Марлона Бундо», опубликованную в 2018 году.
Пенс выросла в округе Арлингтон, штат Вирджиния. Пенс окончила Университет ДеПол. Сейчас она учится в Гарвардской школе богословия. Она вышла замуж за Генри Бонда в декабре 2019 года.

## Другие сайты
- charlotterosepence.co (англ.) — официальный сайт Шарлотта Пенс Бонд